# Avernes-Saint-Gourgon

Avernes-Saint-Gourgon este o comună în departamentul Orne, Franța. În 1 ianuarie 2022 avea o populație de 69 de locuitori.